# Edward John Spencer, al VIII-lea Conte Spencer
Edward John Spencer, al VIII-lea Conte Spencer, MVO (n. 24 ianuarie 1924 — d. 29 martie 1992) a fost fiul lui Albert Edward John Spencer, al VII-lea Conte Spencer și al lui Lady Cynthia Elinor Beatrix Hamilton, fiica lui James Albert Edward Hamilton, al III-lea Duce de Abercorn, și tatăl Prințesei Diana.

## Educația și cariera militară
Lord Spencer a fost educat la Colegiul Eton, în cadrul academiei Colegiul Regal Militar la Sandhurst, și la Colegiul Regal Agricol. Fiind Căpitan în Royal Scots Greys, Lordul Spencer a luptat în Al Doilea Război Mondial din 1944 până în 1945. Din 1947 până în 1950, Lordul Spencer a servit ca Aide-de-Camp al Guvernatorului Australiei de Sud de atunci, Malcolm Barclay-Harvey.